# Wallonerkirche

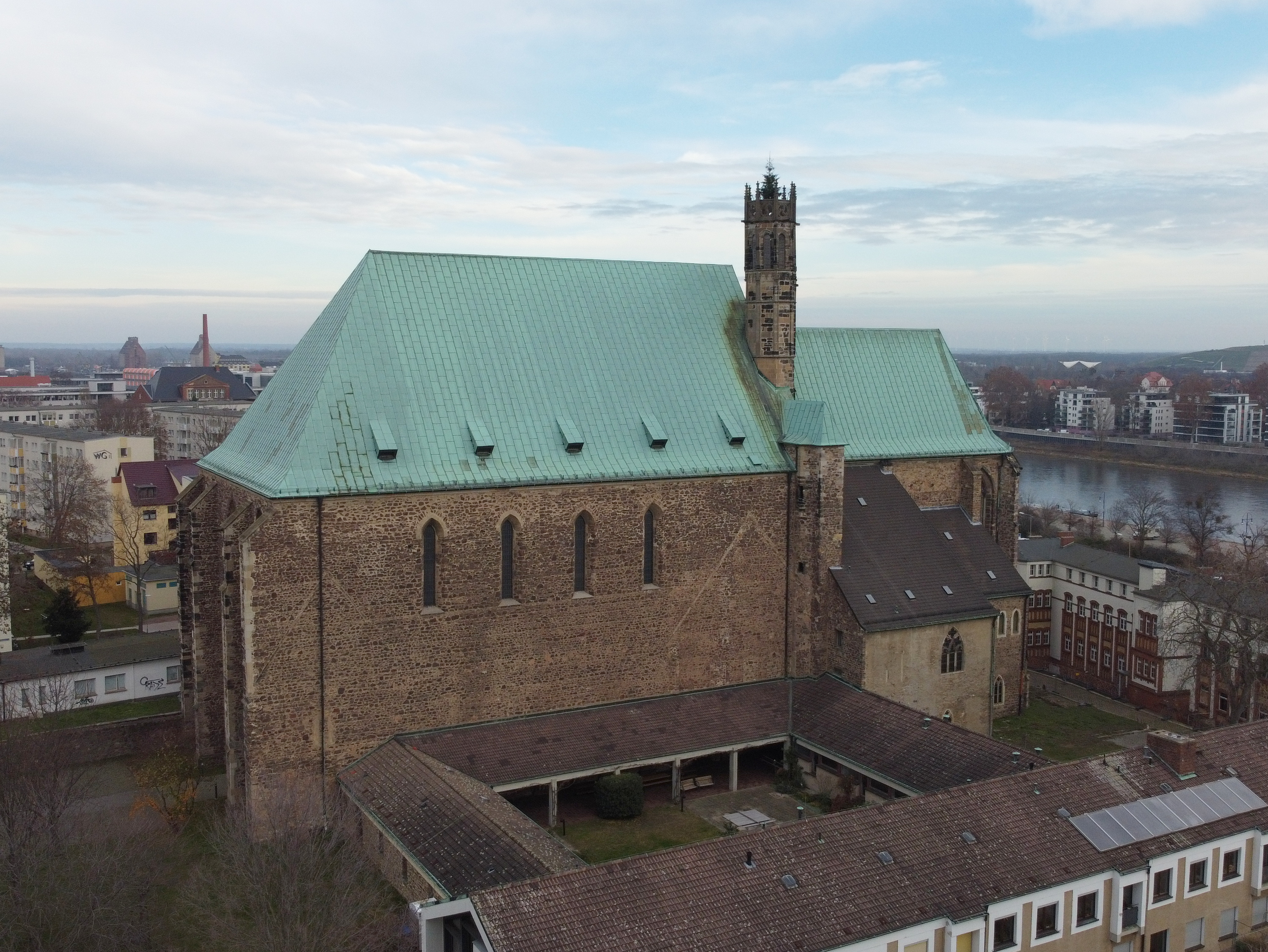
Wallonerkirche im Luftbild von Südwesten

Die Wallonerkirche, auch Sankt-Augustini-Kirche, ist eine evangelische Kirche im Magdeburger Stadtteil Altstadt. Die Kirche und das angebaute Gemeindezentrum werden sowohl von der evangelisch-lutherischen Altstadtgemeinde als auch von der evangelisch-reformierten Gemeinde Magdeburgs genutzt. Seit 2004 nutzt auch die Evangelische Studierendengemeinde Räumlichkeiten der Kirche. Die Wallonerkirche gehört neben dem Dom, der St. Sebastian und der St. Petri zu den wenigen noch erhaltenen und kirchlich genutzten historischen Kirchen der Magdeburger Altstadt.

## Lage
Die Kirche befindet sich im nordöstlichen Teil der Magdeburger Altstadt, oberhalb des linken Ufers der Elbe, an der Adresse Neustädter Straße 6. Westlich der Wallonerkirche verläuft die Neustädter Straße, nördlich der Wallonerberg.

## Architektur

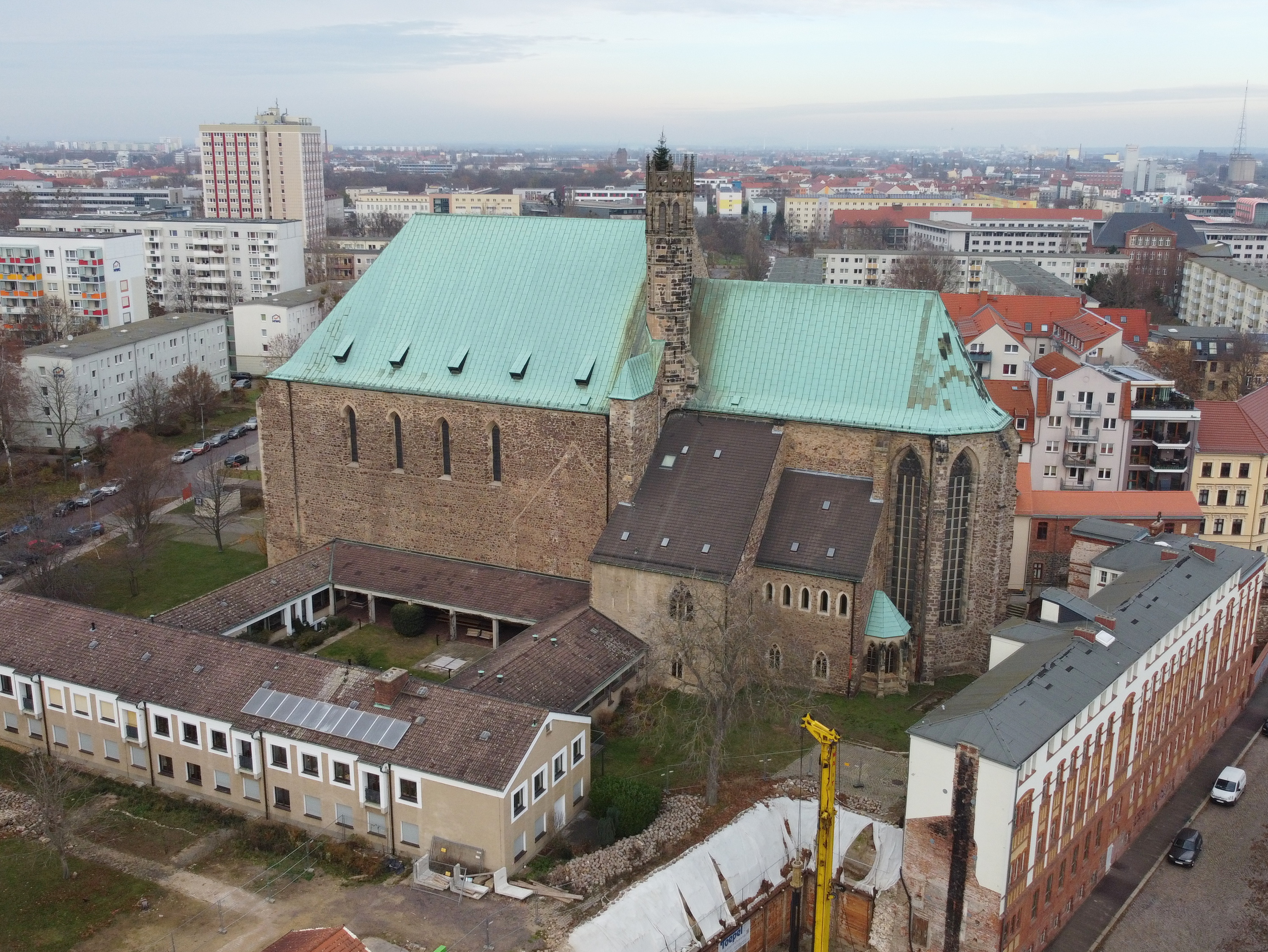
Luftbild der Kirche von Südosten

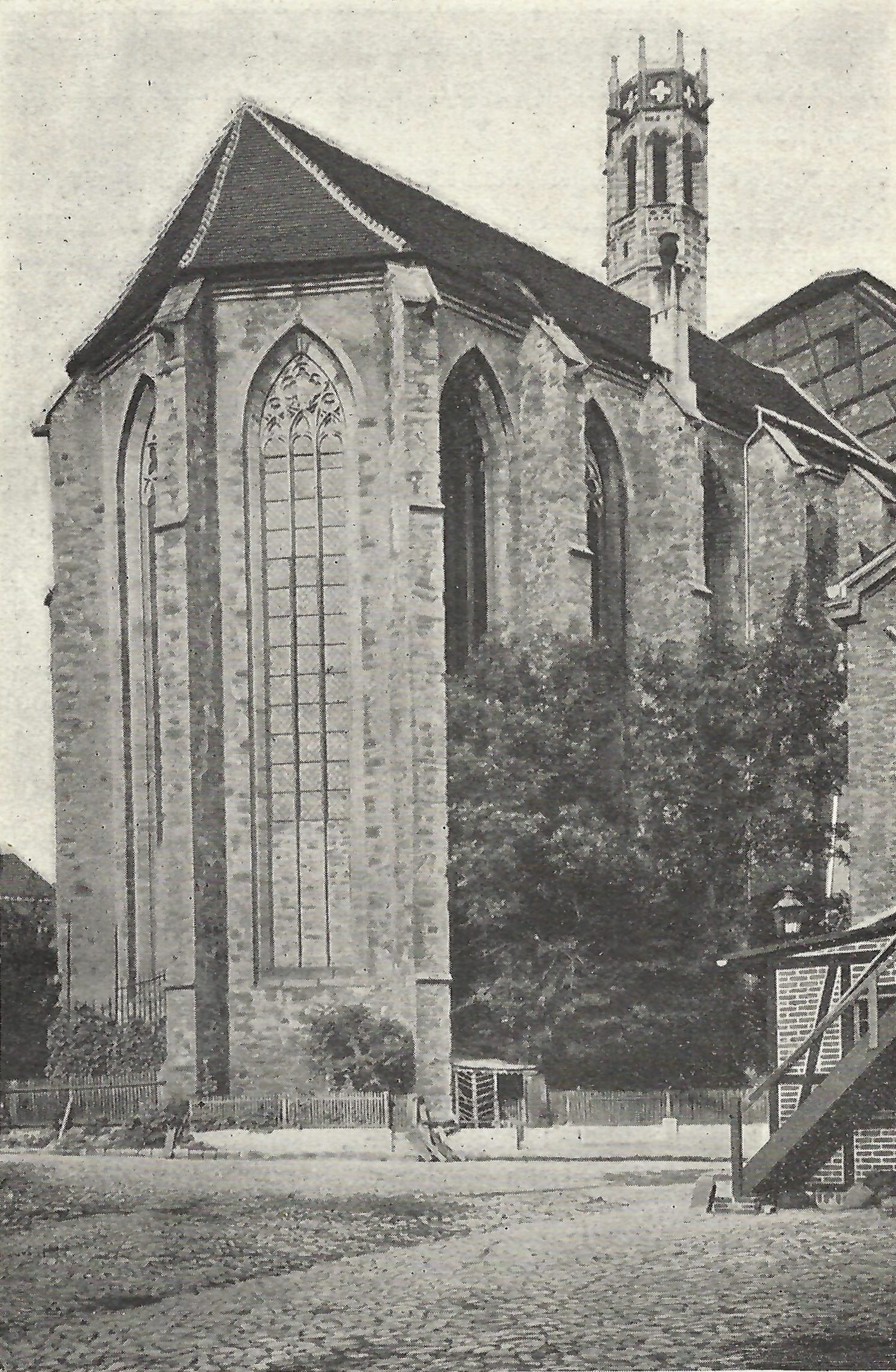
Ostseite, 1902 oder früher

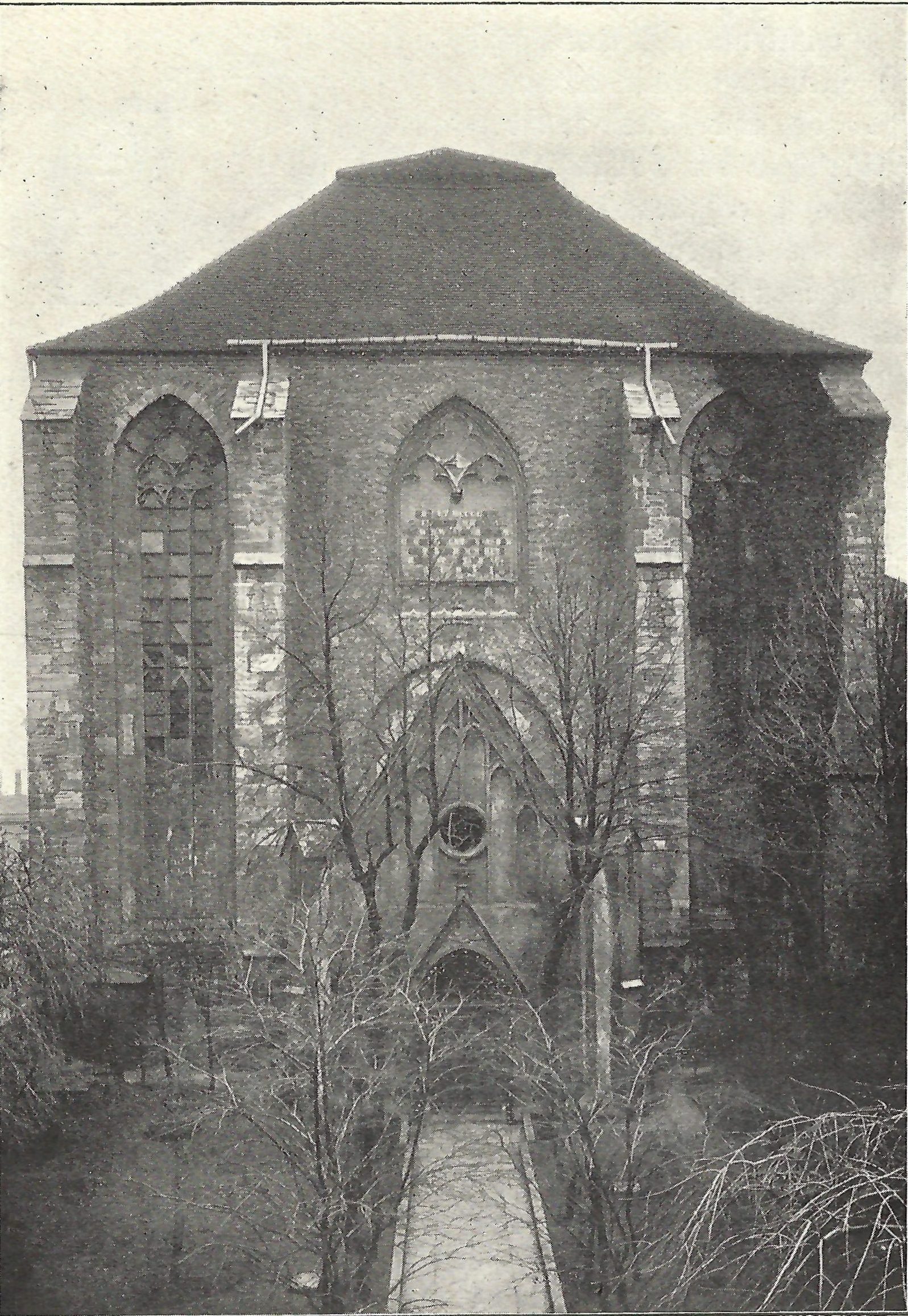
Westseite, 1902 oder früher

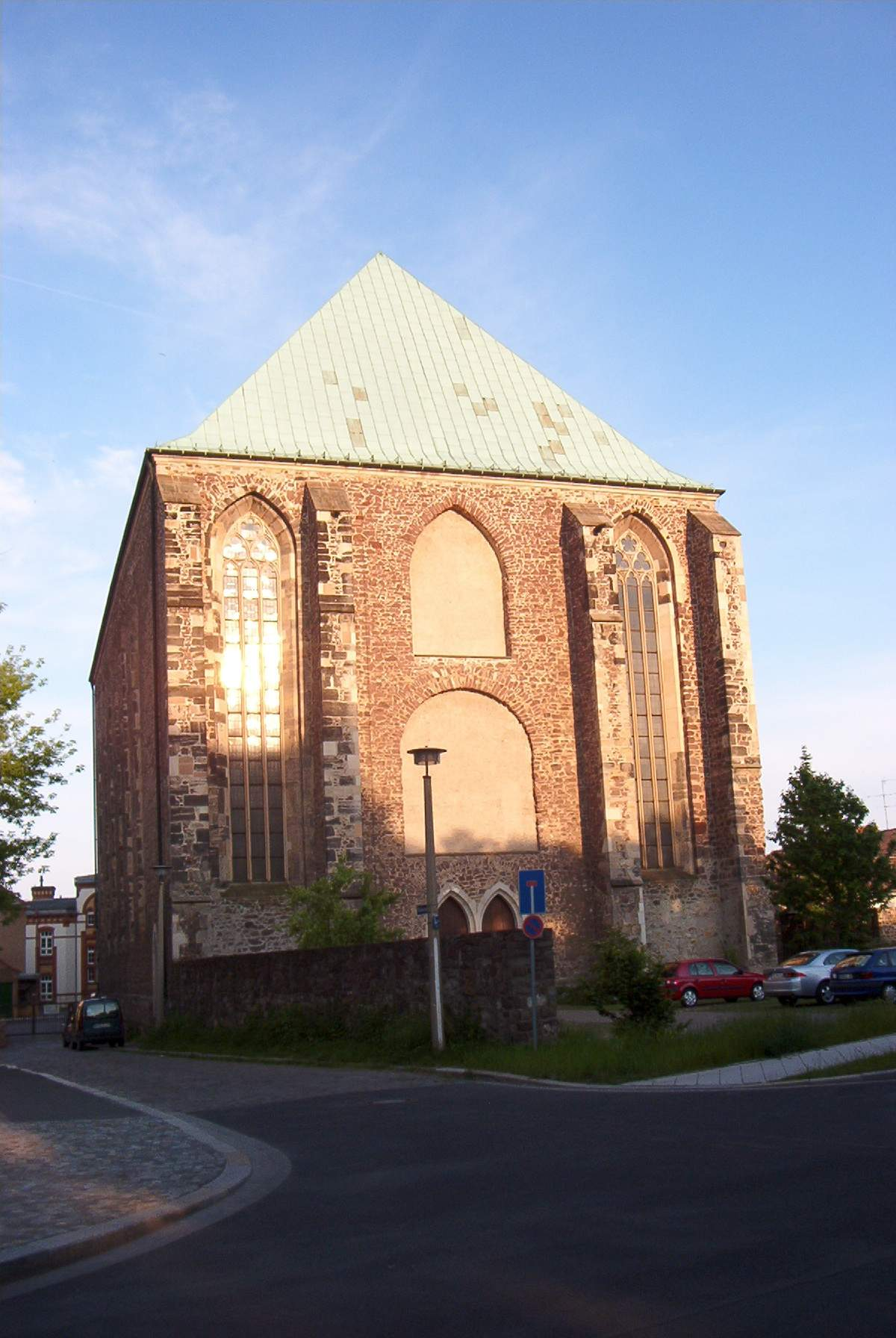
Westseite der Wallonerkirche, 2005

Bei der Kirche handelt es sich um eine hochgotische, dreischiffige, mit sieben Jochen versehene, aus Bruchsteinen errichtete Hallenkirche. Sie ist 65 m lang und 20 m hoch. Als ehemalige Klosterkirche eines Bettelordens ist ihr Erscheinungsbild schlicht. Südlich der Kirche befanden sich ursprünglich Klostergebäude. Daher sind auf dieser Seite nur vier schmale Fenster vorhanden. An der Südseite sind noch Reste des alten Kreuzgangs zu finden.
Der Langchor war ursprünglich gewölbt und wird heute von einer Holzbalkendecke überspannt. An der südlichen Seite des Chores befindet sich eine mit Kreuzrippengewölbe versehene Kapelle aus dem 14. Jahrhundert. Die Kirche verfügt zwischen Langhaus und Chor über einen kleinen achteckigen Turm aus dem 15. Jahrhundert.

## Geschichte

### Augustinerkloster
1285 oder kurz davor wurde ein Kloster mit dem Patrozinium Sancti Augustini des Ordens der Augustiner-Eremiten an dieser Stelle gegründet. Dafür soll der heilige Martin von Tours einem Bruder Heinrich, genannt Pfau, dreimal im Traum erschienen sein, mit der Aufforderung, ein Kloster zu gründen. Papst Martin IV. setzte sich gegenüber der Stadt für die Aufnahme der Brüder ein.
Noch in jenem Jahr wurde eine Martinskapelle eingeweiht.
Ein wichtiger Förderer des Klosters war in seiner Anfangszeit der Ritter Werner Feuerhake, der 1311 im Chor der damaligen Kirche beigesetzt wurde.
Im Jahr 1355 erwarb das Augustinerkloster Teile der Bibliothek des Klosters Berge. Darunter befanden sich kommentierte Ausgaben der Paulusbriefe und Werke von Augustin und Origenes. Für diese wurde westlich der Martinskapelle an der südlichen Wand des Chores ein zweigeschossiges Bibliotheksgebäude errichtet, in dessen unterer Etage sich eine Kapelle mit einem Kreuzrippengewölbe befand. Auf deren Schlussstein war eine Jesus Christus auf dem Löwenthron abgebildet.
1366 wurde die jetzige Kirche als Hallenkirche fertiggestellt. Die Weihe erfolgte durch Erzbischof Dietrich. Die Kirche hatte anfangs keinen Turm, da die Ordensregeln den Bau eines bei anderen Kirchen üblichen Westturms verboten.
Vom 1. September 1395 bis zum 31. August 1396 fand ein sogenanntes Jubiläums-Ablassjahr statt, bewilligt durch Papst Bonifatius IX. Magdeburg war für den Umkreis von 50 Meilen zur Gnadenstätte ernannt worden. Zahlreiche Pilger erschienen in Magdeburg und im Kloster Sankt Augustini, um einen vollständigen Ablass zu erhalten. Die daraus entstehenden erheblichen Einnahmen für das Kloster wurden um 1400 zum Teil zur Errichtung eines kleinen achteckigen Turms, gekrönt mit acht Wetterfahnen, verwendet. Auch wurde an der Westseite der Kirche eine Vorhalle erbaut.

### Auflösung und weitere Nutzung
1516 besuchte Martin Luther in seiner Funktion als Distriktsvikar des Ordens das Kloster zwecks einer Visitation. Während eines weiteren Besuchs in der Stadt im Jahre 1524 wohnte er in einer der Zellen des Klosters. Seine Predigten führten zur Einführung der Reformation in Magdeburg am 17. Juli 1524. Noch im selben Jahr übergab der letzte Prior die Klosteranlage der Stadt Magdeburg. Das Kloster war damit aufgelöst.
Die Anlage dient nun verschiedensten weltlichen Zwecken. So waren hier zeitweise ein Gymnasium, ein Armenhospital, ein Zucht- und Spinnhaus, die Stadtbibliothek und eine Kanonen- und Glockengießerei untergebracht.

### Dreißigjähriger Krieg
Bei der weitgehenden Zerstörung Magdeburgs durch kaiserliche Truppen unter Tilly am 10. Mai 1631 wurde die Klosteranlage nur verhältnismäßig geringfügig beschädigt. Die Kirche verlor zwar durch ein Feuer das Dach, das Kirchengewölbe und auch das sonstige Innere der Kirche blieben jedoch unbeschädigt. Die Kirche wurde daher ab dem 1. Adventssonntag 1632 wieder für Gottesdienste genutzt.
Die notwendigen Instandsetzungsarbeiten an der Kirche unterblieben jedoch aus Geldmangel. Eindringende Nässe und Frostschäden führten 1639 zum teilweisen Einsturz des Gewölbes. Wegen Baufälligkeit musste daher die Nutzung der Kirche eingestellt werden.

### Kirche der wallonischen Gemeinde
Auf den Befehl des Kurfürsten Friedrich III. wurde die Ruine 1690 an wallonische protestantische Glaubensflüchtlinge übergeben. Es erfolgte eine am 2. Dezember 1694 abgeschlossene Restaurierung. Die Kirche wurde nun von der wallonisch-reformierten Gemeinde genutzt und wird seit dieser Zeit als Wallonerkirche bezeichnet.
An Pfingsten 1699 erfolgte die Weihung einer neuen 500 Pfund schweren Glocke. Der Kurfürst hatte sich mit einer Stiftung von 200 Talern an der Glocke beteiligt. Im Jahr 1754 wurde eine von Philipp Wilhelm Grüneberg geschaffene Orgel eingeweiht, die fast hundert Jahre bis 1850 genutzt wurde. In der Zeit des Siebenjährigen Kriegs und der französischen Besatzung diente die Klosteranlage als Mehlspeicher und Proviantlager.
1851 begannen Reparaturarbeiten, um die Kirche wieder für religiöse Zwecke herzurichten. Am 13. März 1853 erfolgte die Übergabe an die Kirchengemeinde. Anlässlich der 200-Jahr-Feier der wallonisch-reformierten Gemeinde wurde 1894 eine Heizung installiert und ein Lettner errichtet. Während der Amtszeit des Organisten Ludwig Hermann Otto Finzenhagen erfolgte 1904 der Einbau einer neuen Orgel der Orgelbaufirma Wilhelm Sauer. Gleichzeitig erhielten die nördlichen Kirchenfenster eine farbliche Gestaltung.

### Zerstörung im Zweiten Weltkrieg und Wiederaufbau in der DDR
Bei dem schwersten Bombenangriff auf Magdeburg im Zweiten Weltkrieg am 16. Januar 1945 wurde auch die Wallonerkirche stark beschädigt.
Um einen Einsturz des Turmes zu verhindern, wurde 1951 der Triumphbogen zwischen Chor und Kirchenschiff zugemauert. Im Jahr 1961 begann mit finanzieller Unterstützung der westdeutschen Evangelischen Kirche der Wiederaufbau der Kirche, wobei die gewölbte westliche Eingangshalle nicht wiedererrichtet wurde. Der erste Gottesdienst konnte am 20. Oktober 1968 gefeiert werden. Zugleich fand die Grundsteinlegung für das benachbarte evangelische Gemeindezentrum statt.
Die Wallonerkirche ist heute das letzte reformierte Kirchengebäude Magdeburgs. Die im Zweiten Weltkrieg beschädigte Deutsch-Reformierte St.-Pauli-Kirche wurde bereits 1955 abgerissen, während die 1705 erbaute Französisch-Reformierte Kirche 1960 gesprengt wurde. Die 1681 gegründete Deutsch-Reformierte Gemeinde und die 1687 gegründete Französisch-Reformierte Gemeinde hatte sich bereits 1950 mit der wallonisch-reformierten Gemeinde zu vereinigten Evangelisch-reformierte Gemeinde zusammengeschlossen. Diese nutzt seit dem 3. August 1975 die südliche Kapelle als Raum für ihre Gottesdienste.
Am 25. Oktober desselben Jahres 1975 begann die Nutzung des Chors durch die evangelisch-lutherische Altstadtgemeinde, zu der auch die Gemeinde der 1945 ausgebrannten und 1959 gesprengten Martinskirche gehört. Wichtige Teile der Kirchenausstattung wurden aus der seit 1971 nicht mehr kirchlich genutzten St.-Ulrich-Kirche in Halle übernommen, darunter ein gotisches Altarretabel, das 1978 im Chor aufgestellt wurde, und ein Bronzetaufbecken, das bereits 1976 in die Kirche kam. Die aus der Renaissance stammende Kanzel der Ulrichskirche wurde zwar auch der Wallonerkirche überlassen, jedoch nicht aufgestellt.
Der Kirchturm wurde 1978 vom Blitz getroffen und musste von 1980 bis 1991 saniert werden.

### Nachwendezeit
Am 19. Juni 1994 wurde eine neue, an der Westwand des Chorraumes aufgestellte Orgel eingeweiht. Das Schleifladeninstrument wurde von der Orgelbaufirma A. Schuster & Sohn (Zittau) erbaut und hat 17 klingende Register auf zwei Manualen und Pedal. Die Spiel- und Registertrakturen sind mechanisch.
| I Hauptwerk C–f3 |                    |       |
| 1.               | Prinzipal          | 8′    |
| 2.               | Rohrflöte          | 8′    |
| 3.               | Oktave             | 4′    |
| 4.               | Spitzflöte         | 4′    |
| 5.               | Mixtur IV          | 2′    |
| 6.               | Oktave (aus Nr. 5) | 2′    |
| 7.               | Quinte (aus Nr. 5) | 1 ⁄3′ |

| II Brustwerk C–f3 |             |        |
| 8.                | Gedackt     | 8′     |
| 9.                | Spillpfeife | 4′     |
| 10.               | Prinzipal   | 2′     |
| 11.               | Nasat       | 2 ⁄3′  |
| 12.               | Terz        | 1 3⁄5′ |
| 13.               | Cymbel II   | 1⁄3′   |
|                   | Tremulant   |        |

| Pedal C–f1 |                |     |
| 14.        | Subbass        | 16′ |
| 15.        | Spitzprinzipal | 8′  |
| 16.        | Choralbass     | 4′  |
| 17.        | Fagott         | 8′  |

- Koppeln: II/I, I/P, II/P

Ein in der Wallonerkirche stehendes Positiv von Friedrich Ladegast fand um 1994 einen neuen Platz in der Evangelischen Kirche Roxförde. 1998 begann eine Restaurierung des Schnitzaltars.
Seit 2004 befindet sich in den renovierten Nebenräumen die Evangelische Studierendengemeinde.

### Neubau des Gemeindezentrums in der Kirche

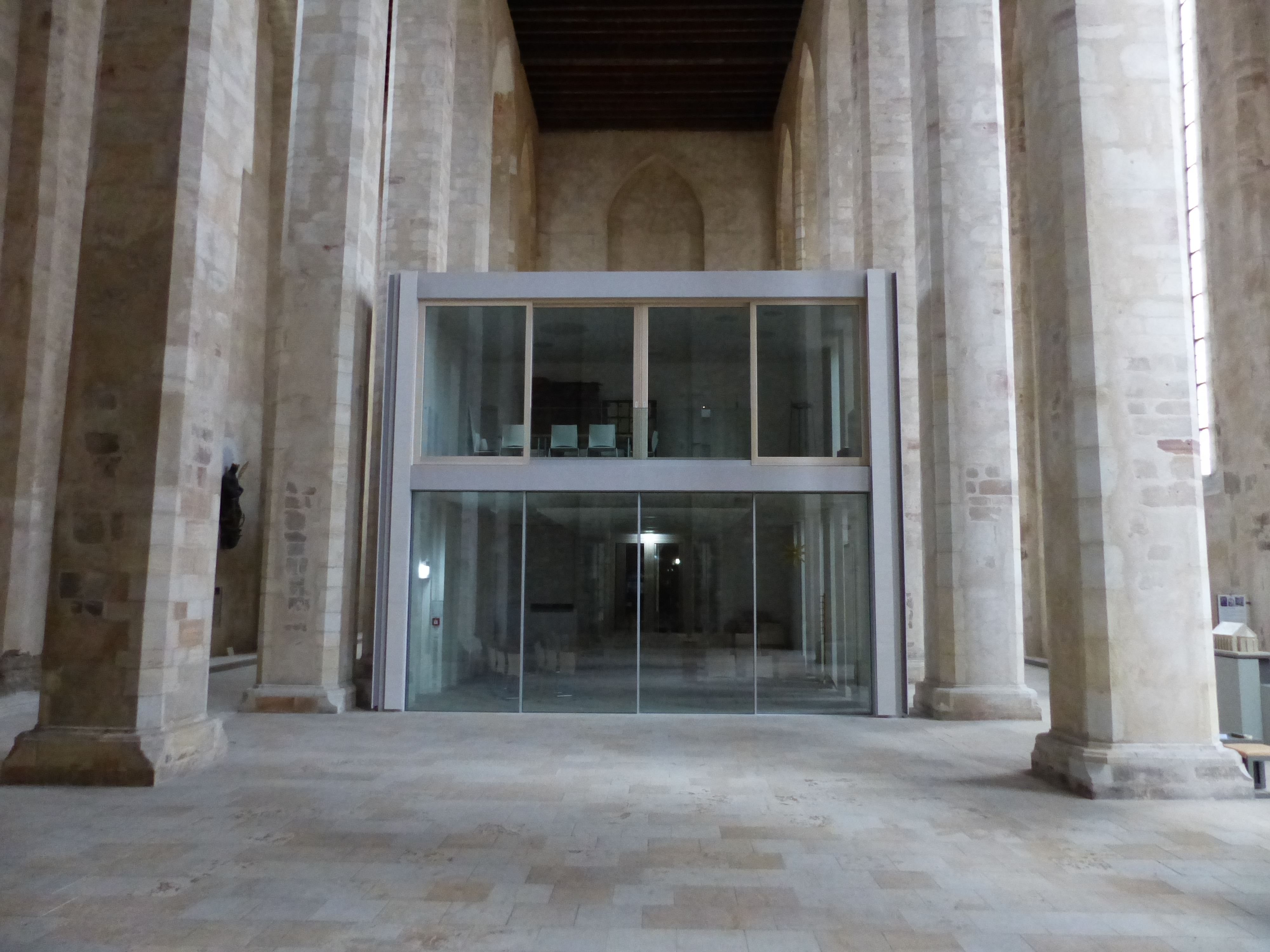
Gemeindezentrum

2015 wurde das neue Gemeindezentrum fertiggestellt. Dabei handelt es sich um einen zweigeschossigen, weitgehend mit Glas abgegrenzten, fast kubischen Einbau im Mittelschiff. Im oberen Geschoss befinden sich Pfarrbüro, Teeküche, Abstellräume und ein Salon. Das Erdgeschoss wird durch den Gemeindesaal ausgefüllt. Die sieben Meter Höhe des Einbaus entspricht etwa einem Drittel der Gesamthöhe.

## Ausstattung
Der künstlerisch bedeutende spätgotische Flügelaltar zeigt im Mittelschrein die Marienkrönung, gerahmt von zwei Bischöfen. In den Seitenflügelns stehen vier Schnitzfiguren, zwei heilige Jungfrauen Katharina und Ursula und zwei Ritterheilige. Die erste Wandlung zeigt gemalte Szenen aus der Kindheit Jesu. Im geschlossenen Zustand sind Gemälde der vier lateinischen Kirchenväter zu sehen. In der Predella sind neben Maria mit Kind fünf weitere heilige Frauen als Halbfiguren dargestellt. Im filigranen Gesprenge befinden sich Schnitzfiguren einer Mondsichelmadonna neben zwei weiblichen Heiligen. Gekrönt wird das insgesamt 9,31 m hohe Werk von einem Schmerzensmann und einem nachreformatorisch ergänzten triumphierenden Christus.
Das 1430 in Magdeburg gegossene Taufbecken stammt ebenfalls aus der Ulrichskirche in Halle. Das laut Inschrift von Ludolf und Heinrich von Braunschweig 1430 in Magdeburg gegossene Taufbecken ist fast identisch mit dem Taufbecken der Hallenser Marktkirche.

## Ausstellung zu verlorenen Kirchen in Magdeburg
Im nicht gottesdienstlich genutzten Kirchenschiff der Wallonerkirche ist die Ausstellung zu den in der DDR-Zeit gesprengten Kirchen in Magdeburg zu sehen. Auf Initiative der Magdeburgischen Gesellschaft von 1990 e. V. gemeinsam mit dem Kuratorium 1200 Jahre Magdeburg entstanden Bronze-Nachbildungen dieser einstigen Gotteshäuser im Stadtzentrum, geschaffen von der Bildhauerin Martina Seffers. Sie hatte die Gipsformen für die Bronzemodelle nach alten Unterlagen und Zeichnungen angefertigt. Diese Gipsmodelle sind im Kirchenschiff aufgestellt und bilden den Meditationsweg Verlorene Kirchen. Ausgestellt ist auch die bekannte Telemannglocke, die ursprünglich in der 1959 zerstörten Heiliggeistkirche hing.